# Aqueduto de Pontes

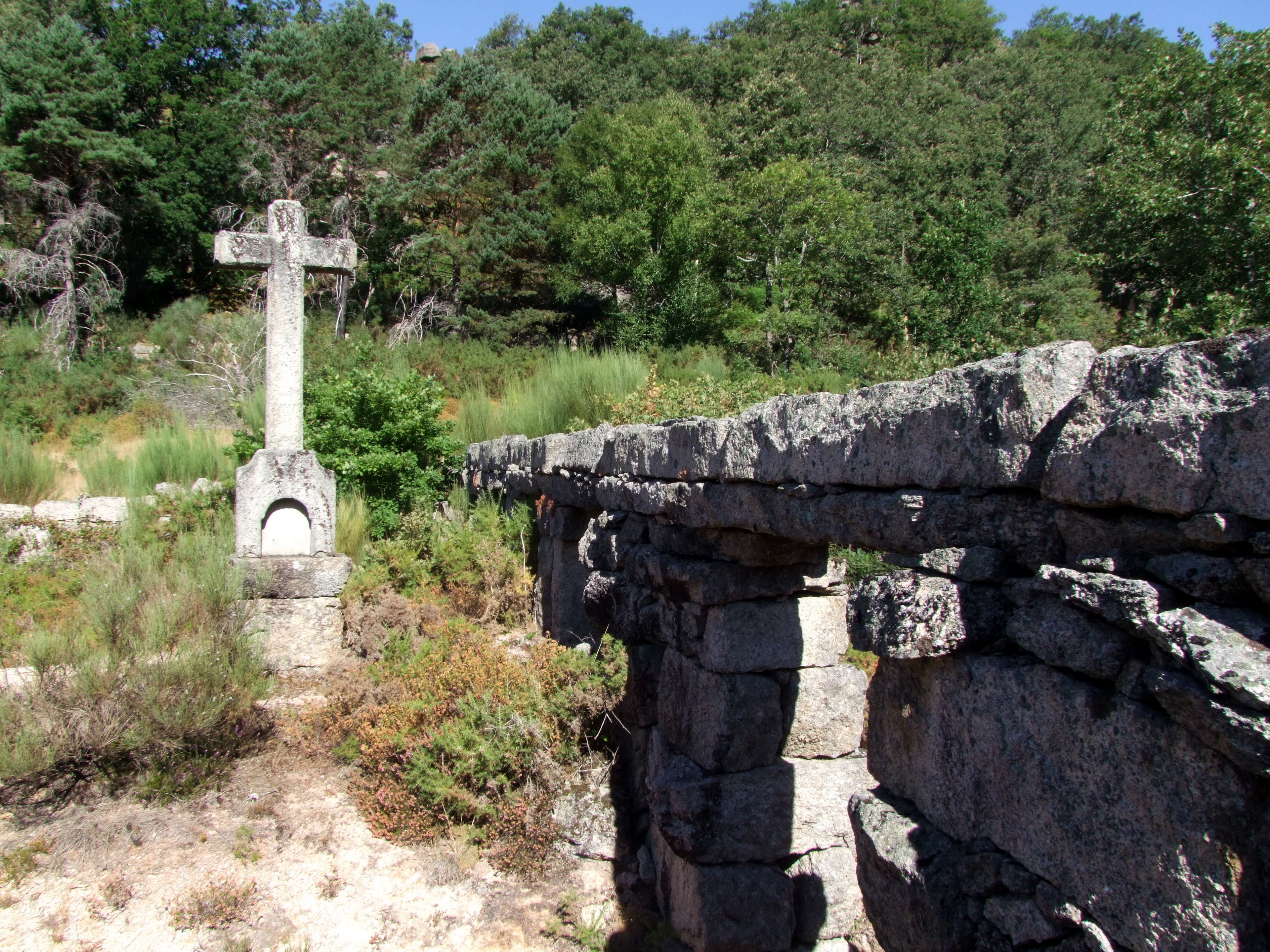
Aqueduto de Pontes e cruzeiro

O aqueduto de Pontes, é um aqueduto para rega localizado no lugar de Pontes em Castro Laboreiro, Melgaço, Portugal.
Aqueduto formado por canal aberto, vencendo cerca de 60 m sobre pilares de granito, que dão origem a 23 vãos rectos.
Junto do aqueduto ergue-se um cruzeiro simples em granito, constituído por pedestal quadrangular sobre o qual assentam umas alminhas. Sobre estas ergue-se uma cruz latina, de secção quadrada, talhada num bloco único.
Ainda próximo, a norte, erguem-se outras alminhas de labor grosseiro, talhadas num bloco granítico no qual se rasgou um pequeno nicho encimado por um cruz latina em alto-relevo.

## História
O aqueduto e a represa que lhe está associada terá sido mandado construir na década de 40 do século XX pelo padre Manuel Joaquim Rodrigues, natural do lugar de Pontes, freguesia de Castro Laboreiro na qual foi pároco por poucos anos após ter regressado de estadia longa no Brasil.
Cronologia
- Década de 1940 - construção por ordem do Padre Manuel Joaquim Rodrigues
- Década de 1990 - fim da utilização

## Galeria

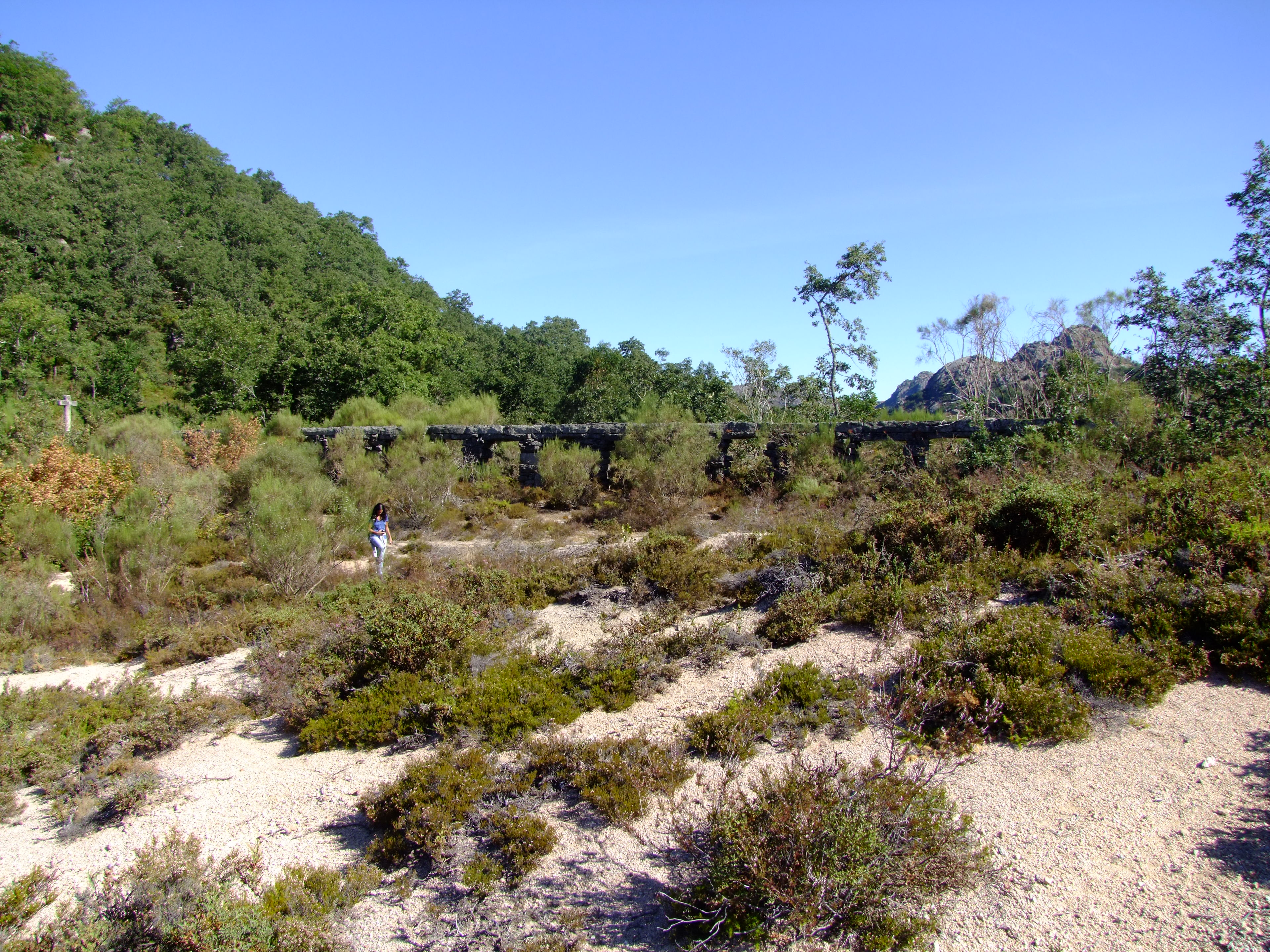
Vista geral
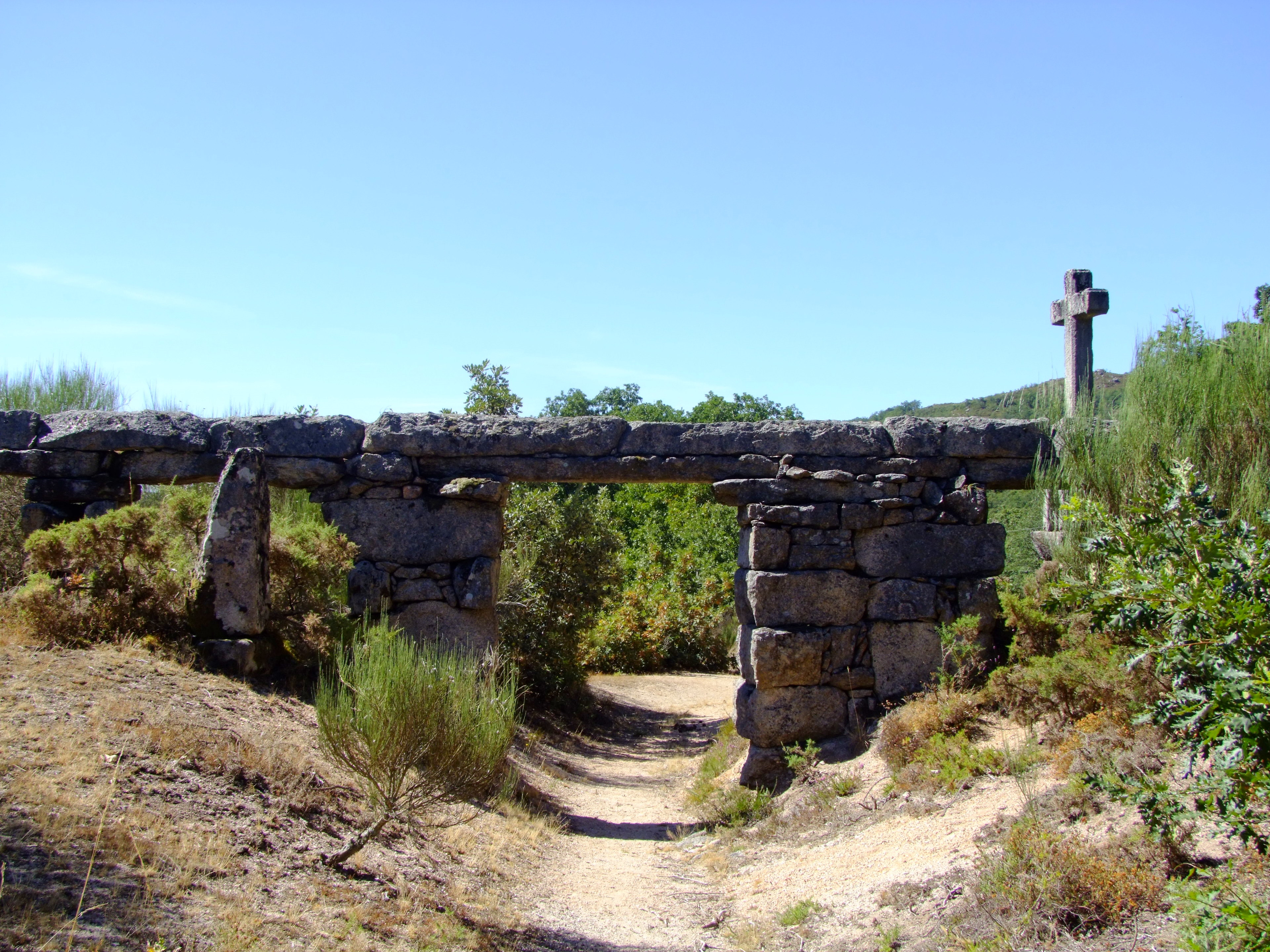
Conjunto
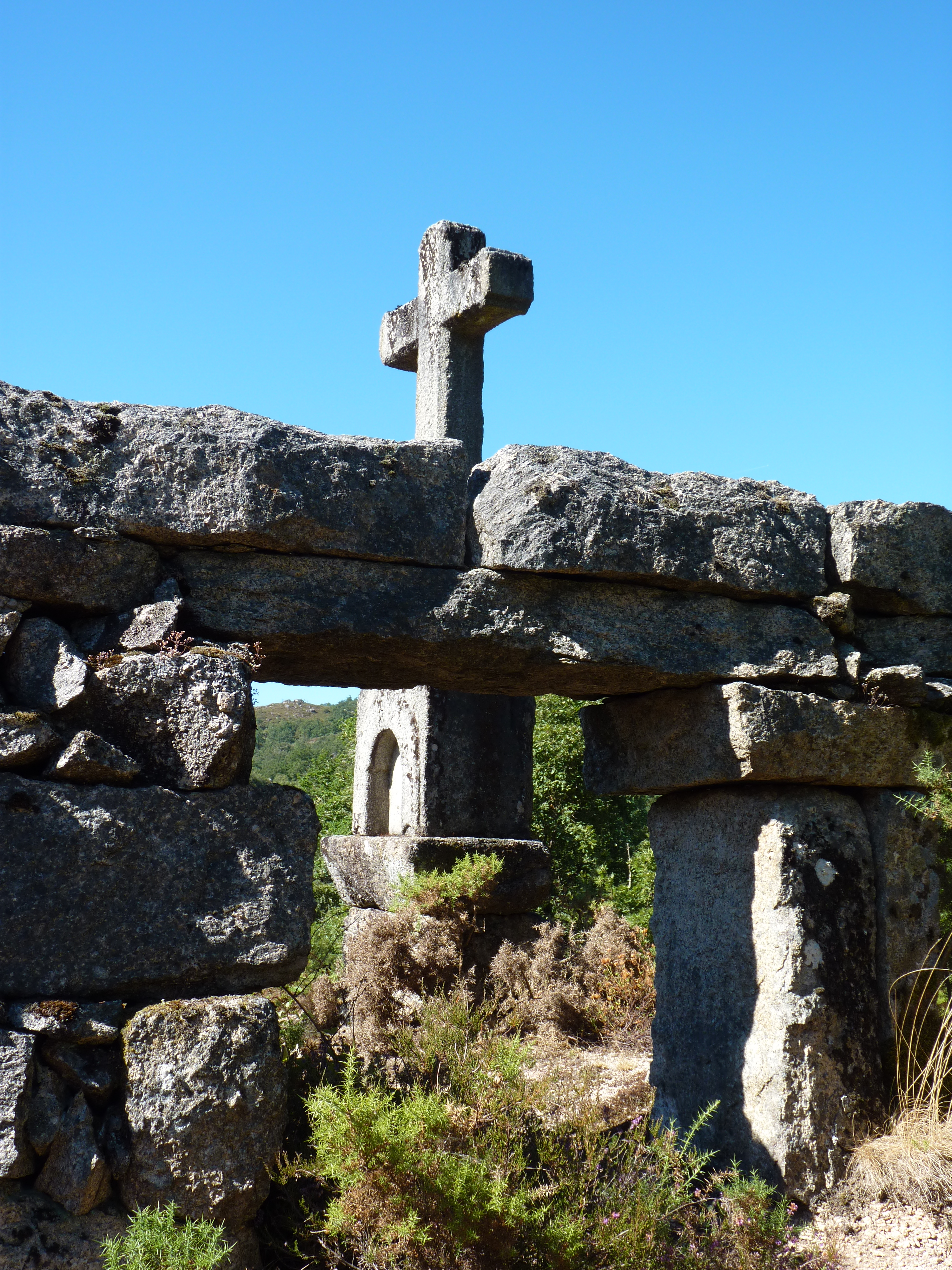
Aqueduto e cruzeiro
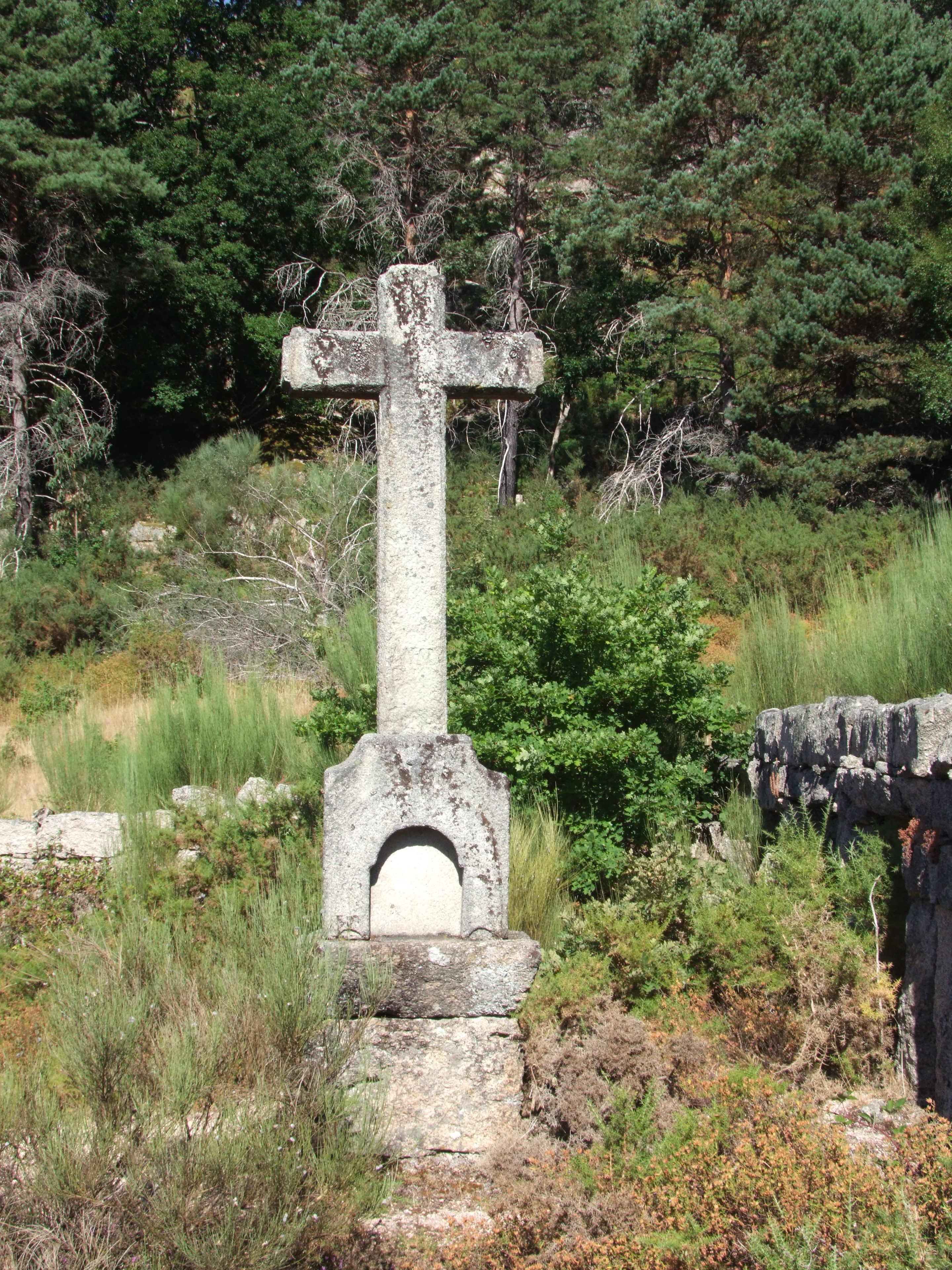
Cruzeiro
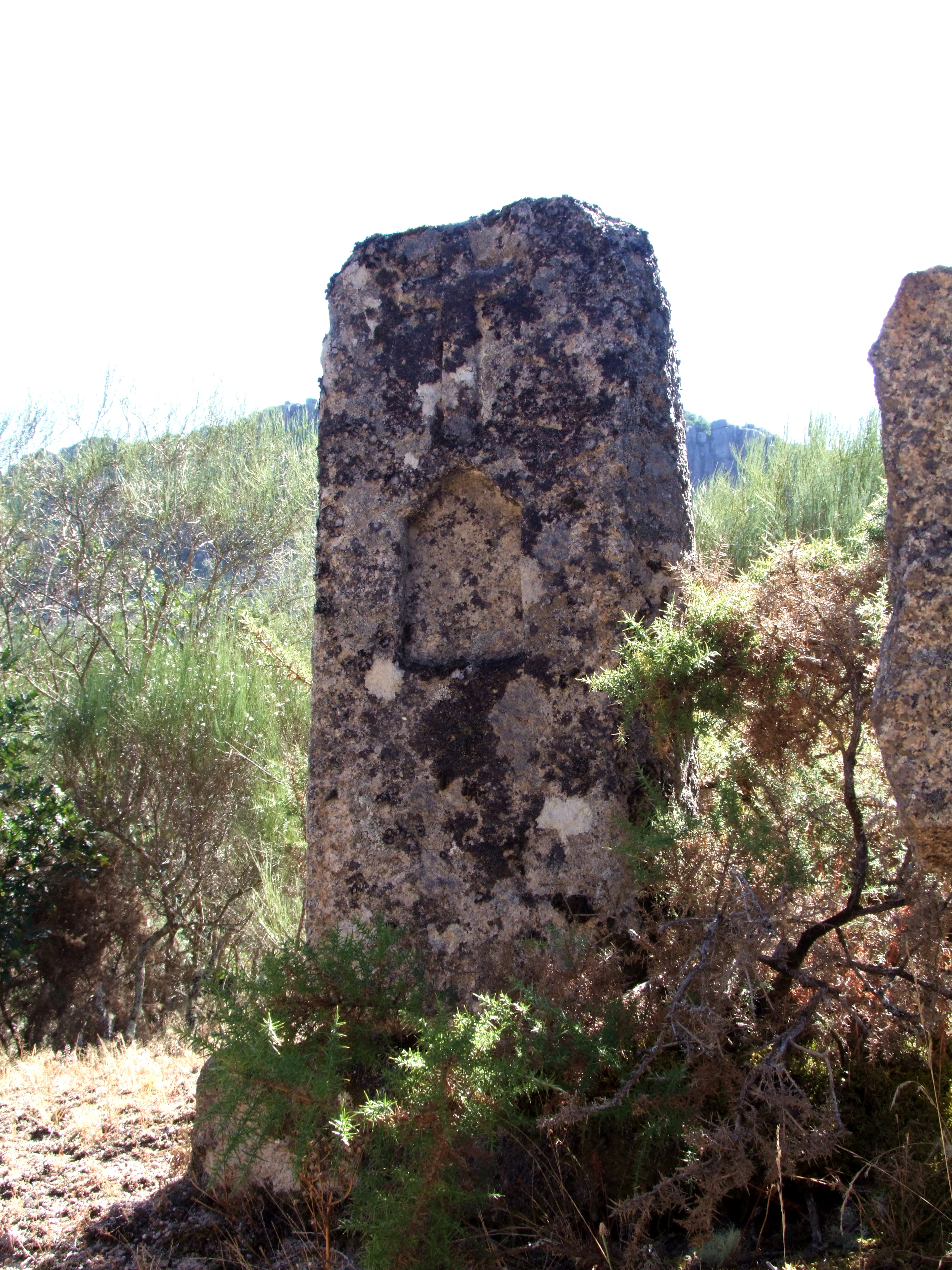
Alminhas
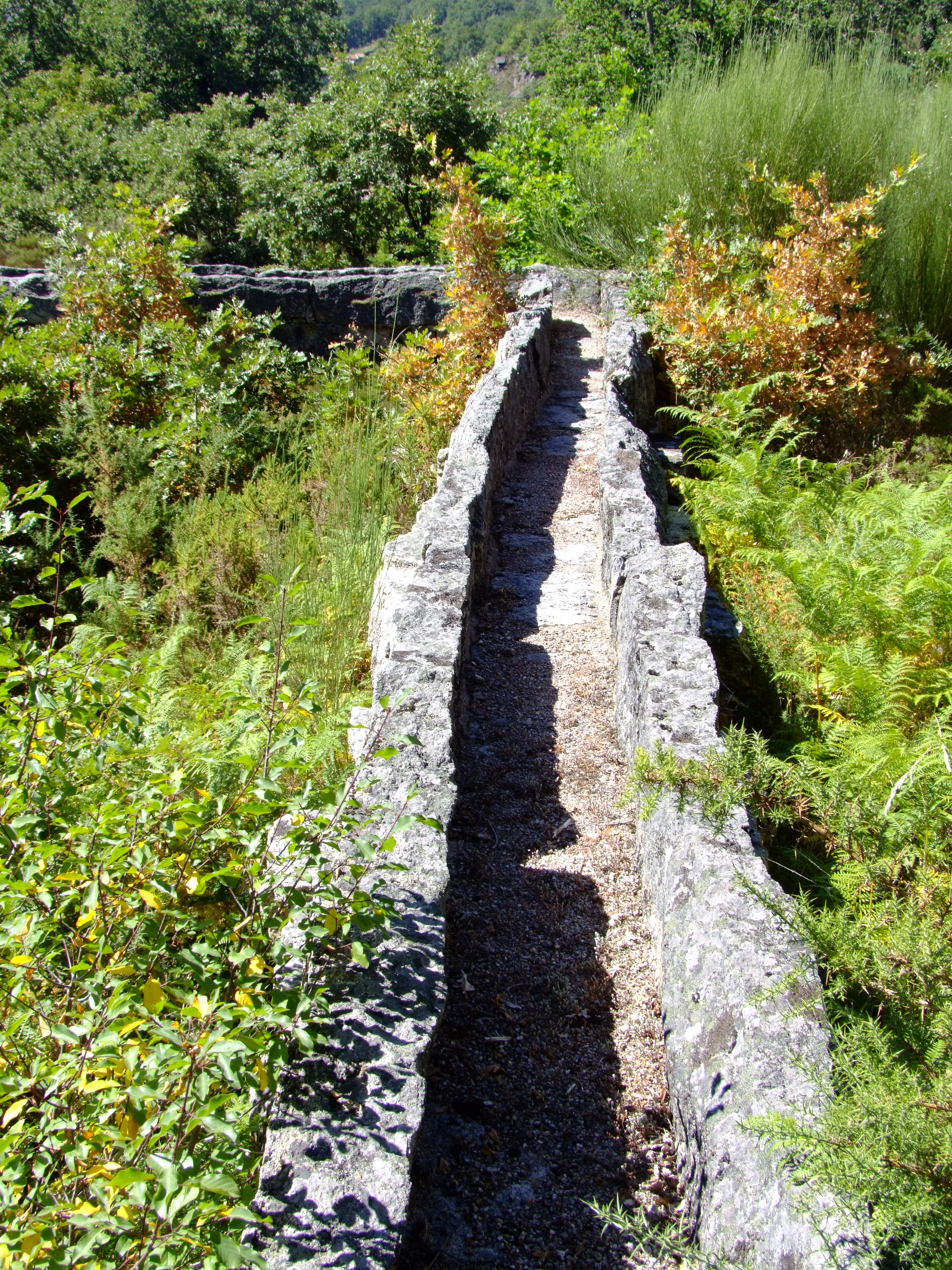
Canal
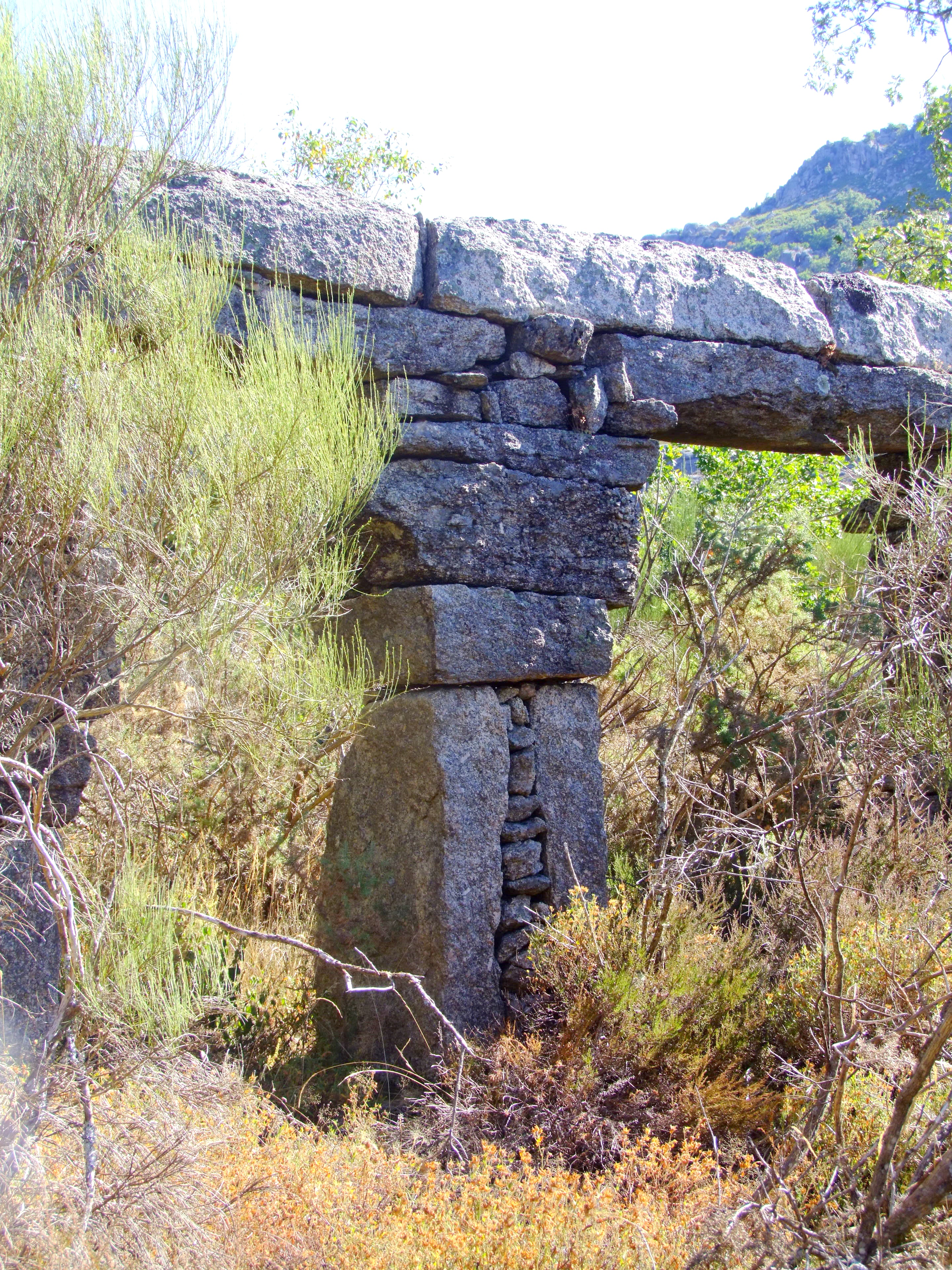
Pilar
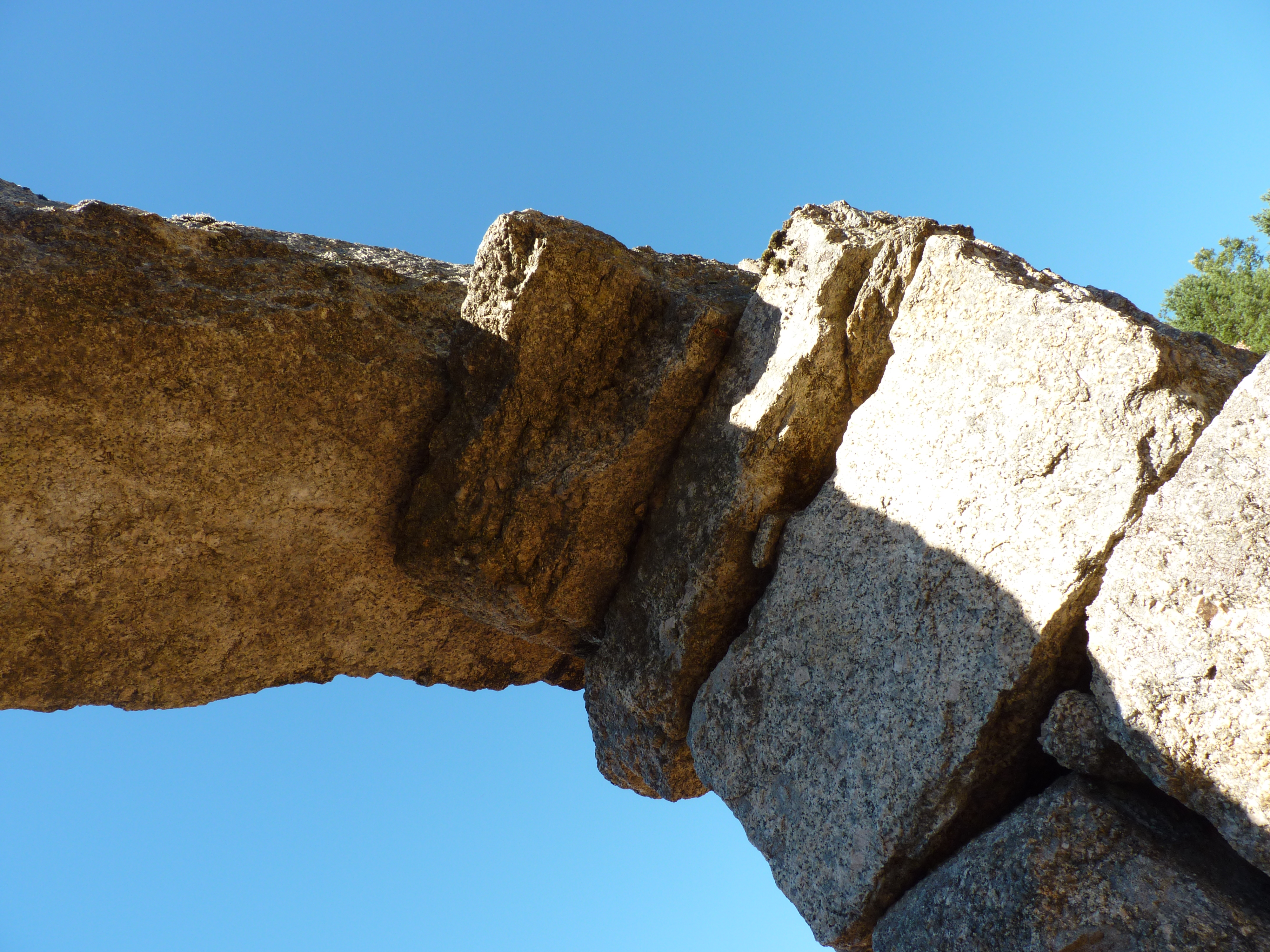
Detalhe do pilar

## Acesso
Saindo de Castro Laboreiro pelo CM1160 em direcção a Ribeiro de Baixo, após 4 km, no entroncamento junto à Ponte de Dorna virar à esquerda em direcção a Ameijoeira (fronteira com Espanha). Depois de percorridos 1,6 km encontra-se o lugar de Pontes. O aqueduto encontra-se no caminho que liga à ponte de Porto de Bago sobre o rio Laboreiro, atravessando a aldeia para norte, a cerca de 400 m da estrada alcatroada.